# Valdeón (fromage)
Pour les articles homonymes, voir Picón (homonymie).
Le valdeón ou queso de Valdeón, parfois aussi appelé queso azul de Valdeón (fromage bleu de Valdeón en espagnol) ou picón de Valdeón, est un fromage espagnol fabriqué à Posada de Valdeón, dans la province de León. Il s'agit d'un fromage à pâte persillée au lait de vache parfois mélangé avec du lait de brebis et/ou de chèvre. Le lait peut être cru ou pasteurisé. Il est protégé à l'échelle européenne par une indication géographique protégée depuis 2004.

## Description
Le valdeón se présente sous forme de tommes cylindriques pesant entre 500 g et 3 kg, enveloppées de feuilles de platane. On le trouve souvent commercialisé en quartiers de 250 g.
La croûte est fine et tendre, de couleur jaunâtre ou grisâtre. La pâte est blanche persillée, et présente de nombreux trous verdâtres, irréguliers. Le goût du valdeón est piquant voire légèrement brûlant.
Sa teneur en matière grasse sur extrait sec est d'au moins 45 % et le taux d'humidité est d'au moins 30 %. La teneur en sel est au plus de 3,5 %.
On trouve aussi le valdeón vendu sous forme de fromage battu. Il n'a alors plus de croûte, mais garde les mêmes arômes que le fromage entier, avec une texture plus onctueuse.